# Dr. Wai
Dr. Wai (Cinese: 冒險王; Cantonese Yale: Mo him wong) è un film del 1996 diretto da Siu-Tung Ching.

## Trama
Negli anni antecedenti la dominazione giapponese, un fortissimo archeologo parte alla ricerca di un prezioso manufatto dai misteriosi poteri, che potrebbe aiutare il governo a respingere i giapponesi. Accompagnato da due giovani assistenti, si ritroverà spesso tra i piedi l'infida spia del sol levante Cammy.